# Liste des gares du RER d'Île-de-France
Pour un article plus général, voir Réseau express régional d'Île-de-France.
La liste des gares du RER d'Île-de-France propose un aperçu des gares actuellement en service du réseau express régional d'Île-de-France. Ce réseau, bien que circulant souvent sur des infrastructures plus anciennes, a ouvert le 9 décembre 1977. Il comprend 241 gares depuis le 6 mai 2024, date de mise en service du prolongement à Nanterre-La Folie du RER E.
Pour alléger les tableaux, seules les correspondances avec les transports guidés (métros, trains, tramways, funiculaire, etc.) et les correspondances en étroite relation avec la ligne sont données. Les autres correspondances, notamment avec les lignes de bus, sont reprises dans les articles de chaque gare.

## Gares en service
Le tableau ci-dessous présente la situation existante, faisant abstraction de tout ce qui est à l'état de projet ou en construction.
| Gare                                                    | Ligne                   | Rang par ligne et géographique | Zone | Situation                       | Commune                                        | Correspondance                                                                     |
| ------------------------------------------------------- | ----------------------- | ------------------------------ | ---- | ------------------------------- | ---------------------------------------------- | ---------------------------------------------------------------------------------- |
| Cergy-le-Haut                                           | (RER) · (A)             | 1                              | 5    | Tranchée partiellement couverte | Cergy                                          | Transilien · Ligne L du Transilien                                                 |
| Cergy-Saint-Christophe                                  | (RER) · (A)             | 2                              | 5    | Tranchée partiellement couverte | Cergy                                          | Transilien · Ligne L du Transilien                                                 |
| Cergy-Préfecture                                        | (RER) · (A)             | 3                              | 5    | Souterraine                     | Cergy                                          | Transilien · Ligne L du Transilien                                                 |
| Neuville-Université                                     | (RER) · (A)             | 4                              | 5    | Fleur de sol                    | Neuville-sur-Oise                              | Transilien · Ligne L du Transilien                                                 |
| Conflans-Fin-d'Oise                                     | (RER) · (A)             | 5                              | 5    | Aérienne                        | Conflans-Sainte-Honorine                       | Transilien · Ligne J du Transilien · Ligne L du Transilien                         |
| Achères-Ville                                           | (RER) · (A)             | 6                              | 5    | Fleur de sol                    | Achères                                        | Transilien · Ligne L du Transilien                                                 |
| Poissy                                                  | (RER) · (A)             | 7                              | 5    | Fleur de sol                    | Poissy                                         | Transilien · Ligne J du Transilien                                                 |
| Achères - Grand-Cormier                                 | (RER) · (A)             | 8                              | 5    | Fleur de sol                    | Saint-Germain-en-Laye                          |                                                                                    |
| Maisons-Laffitte                                        | (RER) · (A)             | 9                              | 4    | Fleur de sol                    | Maisons-Laffitte                               | Transilien · Ligne L du Transilien                                                 |
| Sartrouville                                            | (RER) · (A)             | 10                             | 4    | Fleur de sol                    | Sartrouville                                   | Transilien · Ligne L du Transilien                                                 |
| Houilles - Carrières-sur-Seine                          | (RER) · (A)             | 11                             | 4    | Fleur de sol                    | Houilles                                       | Transilien · Ligne J du Transilien · Ligne L du Transilien                         |
| Saint-Germain-en-Laye                                   | (RER) · (A)             | 12                             | 4    | Souterraine                     | Saint-Germain-en-Laye                          | (T) · (13)                                                                         |
| Le Vésinet - Le Pecq                                    | (RER) · (A)             | 13                             | 4    | Fleur de sol                    | Le Vésinet                                     |                                                                                    |
| Le Vésinet-Centre                                       | (RER) · (A)             | 14                             | 4    | Fleur de sol                    | Le Vésinet                                     |                                                                                    |
| Chatou - Croissy                                        | (RER) · (A)             | 15                             | 4    | Fleur de sol                    | Chatou                                         |                                                                                    |
| Rueil-Malmaison                                         | (RER) · (A)             | 16                             | 3    | Aérienne                        | Rueil-Malmaison                                |                                                                                    |
| Nanterre-Ville                                          | (RER) · (A)             | 17                             | 3    | Fleur de sol                    | Nanterre                                       |                                                                                    |
| Nanterre-Université                                     | (RER) · (A)             | 18                             | 3    | Fleur de sol                    | Nanterre                                       | Transilien · Ligne L du Transilien                                                 |
| Nanterre-Préfecture                                     | (RER) · (A)             | 19                             | 3    | Souterraine                     | Nanterre                                       | (Nanterre - La Folie, à distance)                                                  |
| La Défense Grande Arche                                 | (RER) · (A) · (E)       | 20                             | 3    | Souterraine                     | Puteaux                                        | (M) · (1) · (T) · (2) · Transilien · Ligne L du Transilien · Ligne U du Transilien |
| Charles-de-Gaulle - Étoile                              | (RER) · (A)             | 21                             | 1    | Souterraine                     | Paris 8e/16e/17e                               | (M) · (1) · (2) · (6)                                                              |
| Auber                                                   | (RER) · (A)             | 22                             | 1    | Souterraine                     | Paris 9e                                       | (Opéra) (Havre - Caumartin) (Haussmann - Saint-Lazare)                             |
| Châtelet - Les Halles                                   | (RER) · (A) · (B) · (D) | 23                             | 1    | Souterraine                     | Paris 1er                                      | (Châtelet) (Les Halles)                                                            |
| Gare de Lyon                                            | (RER) · (A) · (D)       | 24                             | 1    | Souterraine                     | Paris 12e                                      | Grandes lignes                                                                     |
| Nation                                                  | (RER) · (A)             | 25                             | 1    | Souterraine                     | Paris 11e/12e                                  | (M) · (1) · (2) · (6) · (9)                                                        |
| Vincennes                                               | (RER) · (A)             | 26                             | 2    | Souterraine                     | Vincennes                                      | (Château de Vincennes, à distance)                                                 |
| Fontenay-sous-Bois                                      | (RER) · (A)             | 27                             | 3    | Tranchée partiellement couverte | Fontenay-sous-Bois                             |                                                                                    |
| Nogent-sur-Marne                                        | (RER) · (A)             | 28                             | 3    | Souterraine                     | Nogent-sur-Marne                               |                                                                                    |
| Joinville-le-Pont                                       | (RER) · (A)             | 29                             | 3    | Aérienne                        | Joinville-le-Pont                              |                                                                                    |
| Saint-Maur - Créteil                                    | (RER) · (A)             | 30                             | 3    | Aérienne                        | Saint-Maur-des-Fossés                          | Tvm                                                                                |
| Le Parc de Saint-Maur                                   | (RER) · (A)             | 31                             | 3    | Fleur de sol                    | Saint-Maur-des-Fossés                          |                                                                                    |
| Champigny Saint-Maur                                    | (RER) · (A)             | 32                             | 3    | Aérienne                        | Saint-Maur-des-Fossés                          |                                                                                    |
| La Varenne - Chennevières                               | (RER) · (A)             | 33                             | 3    | Fleur de sol                    | Saint-Maur-des-Fossés                          |                                                                                    |
| Sucy - Bonneuil                                         | (RER) · (A)             | 34                             | 4    | Fleur de sol                    | Sucy-en-Brie                                   |                                                                                    |
| Boissy-Saint-Léger                                      | (RER) · (A)             | 35                             | 4    | Fleur de sol                    | Boissy-Saint-Léger                             |                                                                                    |
| Val de Fontenay                                         | (RER) · (A) · (E)       | 36                             | 3    | : souterraine : fleur de sol    | Fontenay-sous-Bois                             |                                                                                    |
| Neuilly-Plaisance                                       | (RER) · (A)             | 37                             | 3    | Aérienne                        | Neuilly-Plaisance                              |                                                                                    |
| Bry-sur-Marne                                           | (RER) · (A)             | 38                             | 4    | Aérienne                        | Bry-sur-Marne                                  |                                                                                    |
| Noisy-le-Grand-Mont d'Est                               | (RER) · (A)             | 39                             | 4    | Souterraine                     | Noisy-le-Grand                                 |                                                                                    |
| Noisy - Champs Champy - Nesles                          | (RER) · (A)             | 40                             | 4    | Fleur de sol                    | Noisy-le-Grand, Champs-sur-Marne               |                                                                                    |
| Noisiel Le Luzard                                       | (RER) · (A)             | 41                             | 5    | Fleur de sol                    | Noisiel                                        |                                                                                    |
| Lognes Le Mandinet                                      | (RER) · (A)             | 42                             | 5    | Fleur de sol                    | Lognes                                         |                                                                                    |
| Torcy                                                   | (RER) · (A)             | 43                             | 5    | Fleur de sol                    | Torcy                                          |                                                                                    |
| Bussy-Saint-Georges                                     | (RER) · (A)             | 44                             | 5    | Souterraine                     | Bussy-Saint-Georges                            |                                                                                    |
| Val d'Europe Serris - Montévrain                        | (RER) · (A)             | 45                             | 5    | Fleur de sol                    | Serris, Montévrain, Chessy                     |                                                                                    |
| Marne-la-Vallée - Chessy Parcs Disneyland               | (RER) · (A)             | 46                             | 5    | Tranchée partiellement couverte | Chessy                                         | Grandes lignes                                                                     |
| Aéroport Charles-de-Gaulle 2 TGV                        | (RER) · (B)             | 47                             | 5    | Fleur de sol                    | Tremblay-en-France, Le Mesnil-Amelot           | CDGVAL Grandes lignes                                                              |
| Aéroport Charles-de-Gaulle 1                            | (RER) · (B)             | 48                             | 5    | Souterraine                     | Tremblay-en-France                             | CDGVAL                                                                             |
| Parc des Expositions                                    | (RER) · (B)             | 49                             | 4    | Fleur de sol                    | Villepinte                                     |                                                                                    |
| Villepinte                                              | (RER) · (B)             | 50                             | 4    | Fleur de sol                    | Villepinte                                     |                                                                                    |
| Sevran - Beaudottes                                     | (RER) · (B)             | 51                             | 4    | Souterraine                     | Sevran                                         |                                                                                    |
| Mitry - Claye                                           | (RER) · (B)             | 52                             | 5    | Fleur de sol                    | Mitry-Mory                                     | Transilien · Ligne K du Transilien                                                 |
| Villeparisis - Mitry-le-Neuf                            | (RER) · (B)             | 53                             | 5    | Fleur de sol                    | Mitry-Mory                                     |                                                                                    |
| Vert-Galant                                             | (RER) · (B)             | 54                             | 4    | Fleur de sol                    | Villepinte                                     |                                                                                    |
| Sevran - Livry                                          | (RER) · (B)             | 55                             | 4    | Fleur de sol                    | Sevran                                         |                                                                                    |
| Aulnay-sous-Bois                                        | (RER) · (B)             | 56                             | 4    | Fleur de sol                    | Aulnay-sous-Bois                               | (T) · (4) · Transilien · Ligne K du Transilien                                     |
| Le Blanc-Mesnil                                         | (RER) · (B)             | 57                             | 3    | Fleur de sol                    | Le Blanc-Mesnil                                |                                                                                    |
| Drancy                                                  | (RER) · (B)             | 58                             | 3    | Fleur de sol                    | Drancy                                         |                                                                                    |
| Le Bourget                                              | (RER) · (B)             | 59                             | 3    | Fleur de sol                    | Le Bourget                                     | (T) · (11)                                                                         |
| La Courneuve - Aubervilliers                            | (RER) · (B)             | 60                             | 3    | Fleur de sol                    | La Courneuve                                   |                                                                                    |
| La Plaine - Stade de France Saint-Denis - Aubervilliers | (RER) · (B)             | 61                             | 2    | Aérienne                        | Saint-Denis                                    |                                                                                    |
| Gare du Nord                                            | (RER) · (B) · (D)       | 62                             | 1    | Souterraine                     | Paris 10e                                      | (La Chapelle) Grandes lignes (Magenta)                                             |
| Saint-Michel - Notre-Dame                               | (RER) · (B) · (C)       | 63                             | 1    | Souterraine                     | Paris 4e/5e/6e                                 | (Saint-Michel) (Cluny - La Sorbonne)                                               |
| Luxembourg Sénat                                        | (RER) · (B)             | 64                             | 1    | Souterraine                     | Paris 5e/6e                                    |                                                                                    |
| Port-Royal                                              | (RER) · (B)             | 65                             | 1    | Tranchée partiellement couverte | Paris 5e/6e                                    |                                                                                    |
| Denfert-Rochereau                                       | (RER) · (B)             | 66                             | 1    | Tranchée partiellement couverte | Paris 14e                                      | (M) · (4) · (6)                                                                    |
| Cité universitaire                                      | (RER) · (B)             | 67                             | 1    | Tranchée                        | Paris 14e                                      | (T) · (3a)                                                                         |
| Gentilly                                                | (RER) · (B)             | 68                             | 2    | Tranchée                        | Gentilly                                       |                                                                                    |
| Laplace                                                 | (RER) · (B)             | 69                             | 2    | Aérienne                        | Arcueil                                        |                                                                                    |
| Arcueil - Cachan                                        | (RER) · (B)             | 70                             | 3    | Fleur de sol                    | Cachan                                         |                                                                                    |
| Bagneux                                                 | (RER) · (B)             | 71                             | 3    | Tranchée partiellement couverte | Cachan                                         |                                                                                    |
| Bourg-la-Reine                                          | (RER) · (B)             | 72                             | 3    | Fleur de sol                    | Bourg-la-Reine                                 |                                                                                    |
| Sceaux                                                  | (RER) · (B)             | 73                             | 3    | Fleur de sol                    | Sceaux                                         |                                                                                    |
| Fontenay-aux-Roses                                      | (RER) · (B)             | 74                             | 3    | Fleur de sol                    | Fontenay-aux-Roses                             |                                                                                    |
| Robinson                                                | (RER) · (B)             | 75                             | 3    | Fleur de sol                    | Sceaux                                         |                                                                                    |
| Parc de Sceaux                                          | (RER) · (B)             | 76                             | 3    | Fleur de sol                    | Antony                                         |                                                                                    |
| La Croix de Berny                                       | (RER) · (B)             | 77                             | 3    | Fleur de sol                    | Antony                                         | Tvm                                                                                |
| Antony                                                  | (RER) · (B)             | 78                             | 3    | Tranchée partiellement couverte | Antony                                         | Orlyval                                                                            |
| Fontaine Michalon                                       | (RER) · (B)             | 79                             | 4    | Fleur de sol                    | Antony                                         |                                                                                    |
| Les Baconnets                                           | (RER) · (B)             | 80                             | 4    | Fleur de sol                    | Antony                                         |                                                                                    |
| Massy - Verrières                                       | (RER) · (B) · (C)       | 81                             | 4    | Fleur de sol                    | Massy                                          |                                                                                    |
| Massy - Palaiseau                                       | (RER) · (B) · (C)       | 82                             | 4    | Fleur de sol                    | Massy                                          | Grandes lignes (dont Massy TGV)                                                    |
| Palaiseau                                               | (RER) · (B)             | 83                             | 4    | Fleur de sol                    | Palaiseau                                      |                                                                                    |
| Palaiseau - Villebon                                    | (RER) · (B)             | 84                             | 4    | Fleur de sol                    | Palaiseau                                      |                                                                                    |
| Lozère École Polytechnique                              | (RER) · (B)             | 85                             | 4    | Fleur de sol                    | Palaiseau                                      |                                                                                    |
| Le Guichet                                              | (RER) · (B)             | 86                             | 5    | Fleur de sol                    | Orsay                                          |                                                                                    |
| Orsay-Ville                                             | (RER) · (B)             | 87                             | 5    | Fleur de sol                    | Orsay                                          |                                                                                    |
| Bures-sur-Yvette                                        | (RER) · (B)             | 88                             | 5    | Fleur de sol                    | Bures-sur-Yvette                               |                                                                                    |
| La Hacquinière                                          | (RER) · (B)             | 89                             | 5    | Fleur de sol                    | Bures-sur-Yvette                               |                                                                                    |
| Gif-sur-Yvette                                          | (RER) · (B)             | 90                             | 5    | Fleur de sol                    | Gif-sur-Yvette                                 |                                                                                    |
| Courcelle-sur-Yvette                                    | (RER) · (B)             | 91                             | 5    | Fleur de sol                    | Saint-Rémy-lès-Chevreuse, Gif-sur-Yvette       |                                                                                    |
| Saint-Rémy-lès-Chevreuse                                | (RER) · (B)             | 92                             | 5    | Fleur de sol                    | Saint-Rémy-lès-Chevreuse                       |                                                                                    |
| Pontoise                                                | (RER) · (C)             | 93                             | 5    | Fleur de sol                    | Pontoise                                       | Transilien · Ligne H du Transilien · Ligne J du Transilien                         |
| Saint-Ouen-l'Aumône                                     | (RER) · (C)             | 94                             | 5    | Aérienne                        | Saint-Ouen-l'Aumône                            | Transilien · Ligne H du Transilien                                                 |
| Saint-Ouen-l'Aumône-Liesse                              | (RER) · (C)             | 95                             | 5    | Tranchée                        | Saint-Ouen-l'Aumône                            | Transilien · Ligne H du Transilien                                                 |
| Pierrelaye                                              | (RER) · (C)             | 96                             | 5    | Fleur de sol                    | Pierrelaye                                     | Transilien · Ligne H du Transilien                                                 |
| Montigny - Beauchamp                                    | (RER) · (C)             | 97                             | 4    | Tranchée                        | Pierrelaye, Montigny-lès-Cormeilles, Beauchamp | Transilien · Ligne H du Transilien                                                 |
| Franconville - Le Plessis-Bouchard                      | (RER) · (C)             | 98                             | 4    | Fleur de sol                    | Franconville                                   | Transilien · Ligne H du Transilien                                                 |
| Cernay                                                  | (RER) · (C)             | 99                             | 4    | Aérienne                        | Ermont                                         | Transilien · Ligne H du Transilien                                                 |
| Ermont - Eaubonne                                       | (RER) · (C)             | 100                            | 4    | Aérienne                        | Ermont, Eaubonne                               | Transilien · Ligne H du Transilien · Ligne J du Transilien                         |
| Saint-Gratien                                           | (RER) · (C)             | 101                            | 4    | Fleur de sol                    | Saint-Gratien                                  |                                                                                    |
| Épinay-sur-Seine                                        | (RER) · (C)             | 102                            | 3    | Tranchée partiellement couverte | Épinay-sur-Seine                               | (T) · (8) · (11)                                                                   |
| Gennevilliers                                           | (RER) · (C)             | 103                            | 3    | Aérienne                        | Gennevilliers                                  | (T) · (1)                                                                          |
| Les Grésillons                                          | (RER) · (C)             | 104                            | 3    | Aérienne                        | Gennevilliers                                  |                                                                                    |
| Saint-Ouen                                              | (RER) · (C)             | 105                            | 2    | Souterraine                     | Saint-Ouen-sur-Seine                           | (M) · (14)                                                                         |
| Porte de Clichy                                         | (RER) · (C)             | 106                            | 1    | Souterraine                     | Paris 17e                                      | (M) · (13) · (14) · (T) · (3b)                                                     |
| Pereire - Levallois                                     | (RER) · (C)             | 107                            | 1    | Souterraine                     | Paris 17e                                      | (Pereire)                                                                          |
| Neuilly - Porte Maillot                                 | (RER) · (C) · (E)       | 108                            | 1    | Souterraine                     | Paris 17e                                      | (Porte Maillot)                                                                    |
| Avenue Foch                                             | (RER) · (C)             | 109                            | 1    | Souterraine                     | Paris 16e                                      | (Porte Dauphine)                                                                   |
| Avenue Henri-Martin                                     | (RER) · (C)             | 110                            | 1    | Souterraine                     | Paris 16e                                      |                                                                                    |
| Boulainvilliers                                         | (RER) · (C)             | 111                            | 1    | Souterraine                     | Paris 16e                                      | (La Muette)                                                                        |
| Avenue du Président-Kennedy Maison de Radio-France      | (RER) · (C)             | 112                            | 1    | Aérienne et souterraine         | Paris 16e                                      |                                                                                    |
| Saint-Quentin-en-Yvelines Montigny-le-Bretonneux        | (RER) · (C)             | 113                            | 5    | Fleur de sol                    | Montigny-le-Bretonneux                         | TER Centre-Val de Loire                                                            |
| Saint-Cyr                                               | (RER) · (C)             | 114                            | 5    | Aérienne                        | Saint-Cyr-l'École, Versailles                  | Transilien · Ligne N du Transilien · Ligne U du Transilien · (T) · (13)            |
| Versailles-Chantiers                                    | (RER) · (C)             | 115                            | 4    | Fleur de sol                    | Versailles                                     | Grandes lignes                                                                     |
| Versailles-Château-Rive-Gauche                          | (RER) · (C)             | 116                            | 4    | Fleur de sol                    | Versailles                                     |                                                                                    |
| Porchefontaine                                          | (RER) · (C)             | 117                            | 4    | Aérienne                        | Versailles                                     |                                                                                    |
| Viroflay-Rive-Gauche                                    | (RER) · (C)             | 118                            | 3    | Fleur de sol                    | Viroflay                                       | Transilien · Ligne N du Transilien · (T) · (6)                                     |
| Chaville - Vélizy                                       | (RER) · (C)             | 119                            | 3    | Aérienne                        | Viroflay                                       |                                                                                    |
| Meudon-Val-Fleury                                       | (RER) · (C)             | 120                            | 3    | Tranchée                        | Meudon                                         |                                                                                    |
| Issy                                                    | (RER) · (C)             | 121                            | 2    | Aérienne                        | Issy-les-Moulineaux                            |                                                                                    |
| Issy-Val de Seine                                       | (RER) · (C)             | 122                            | 2    | Aérienne                        | Issy-les-Moulineaux                            | (T) · (2)                                                                          |
| Pont du Garigliano Hôpital européen Georges-Pompidou    | (RER) · (C)             | 123                            | 1    | Aérienne                        | Paris 15e                                      | (T) · (3a)                                                                         |
| Javel                                                   | (RER) · (C)             | 124                            | 1    | Tranchée                        | Paris 15e                                      | (Javel - André Citroën)                                                            |
| Champ de Mars - Tour Eiffel                             | (RER) · (C)             | 125                            | 1    | Tranchée                        | Paris 7e/15e                                   | (Bir-Hakeim)                                                                       |
| Pont de l'Alma Musée du quai Branly - Jacques Chirac    | (RER) · (C)             | 126                            | 1    | Souterraine                     | Paris 7e                                       | (Alma - Marceau, à distance)                                                       |
| Invalides                                               | (RER) · (C)             | 127                            | 1    | Souterraine                     | Paris 7e                                       | (M) · (8) · (13)                                                                   |
| Musée d'Orsay Valéry Giscard d'Estaing                  | (RER) · (C)             | 128                            | 1    | Souterraine                     | Paris 7e                                       | (Solférino, à distance)                                                            |
| Gare d'Austerlitz                                       | (RER) · (C)             | 129                            | 1    | Souterraine                     | Paris 13e                                      | Grandes lignes                                                                     |
| Bibliothèque François-Mitterrand                        | (RER) · (C)             | 130                            | 1    | Souterraine                     | Paris 13e                                      | (Avenue de France, à distance)                                                     |
| Ivry-sur-Seine                                          | (RER) · (C)             | 131                            | 2    | Fleur de sol                    | Ivry-sur-Seine                                 | (Mairie d'Ivry, à distance)                                                        |
| Vitry-sur-Seine                                         | (RER) · (C)             | 132                            | 3    | Aérienne                        | Vitry-sur-Seine                                |                                                                                    |
| Les Ardoines                                            | (RER) · (C)             | 133                            | 3    | Fleur de sol                    | Vitry-sur-Seine                                |                                                                                    |
| Chemin d'Antony                                         | (RER) · (C)             | 134                            | 4    | Fleur de sol                    | Antony                                         |                                                                                    |
| Rungis - La Fraternelle                                 | (RER) · (C)             | 135                            | 4    | Fleur de sol                    | Wissous, Rungis                                | (La Fraternelle)                                                                   |
| Pont de Rungis - Aéroport d'Orly                        | (RER) · (C)             | 136                            | 4    | Tranchée                        | Thiais                                         | (Thiais - Orly) Ouigo Train Classique                                              |
| Orly-Ville                                              | (RER) · (C)             | 137                            | 4    | Fleur de sol                    | Orly                                           |                                                                                    |
| Les Saules                                              | (RER) · (C)             | 138                            | 4    | Aérienne                        | Orly                                           | (T) · (9)                                                                          |
| Choisy-le-Roi                                           | (RER) · (C)             | 139                            | 3    | Fleur de sol                    | Choisy-le-Roi                                  | Tvm                                                                                |
| Villeneuve-le-Roi                                       | (RER) · (C)             | 140                            | 4    | Aérienne et à fleur de sol      | Villeneuve-le-Roi                              |                                                                                    |
| Ablon                                                   | (RER) · (C)             | 141                            | 4    | Aérienne                        | Ablon-sur-Seine                                |                                                                                    |
| Athis-Mons                                              | (RER) · (C)             | 142                            | 4    | Aérienne                        | Athis-Mons                                     |                                                                                    |
| Juvisy                                                  | (RER) · (C) · (D)       | 143                            | 4    | Fleur de sol                    | Juvisy-sur-Orge                                | Ouigo Train Classique                                                              |
| Savigny-sur-Orge                                        | (RER) · (C)             | 144                            | 4    | Aérienne et à fleur de sol      | Savigny-sur-Orge                               |                                                                                    |
| Épinay-sur-Orge                                         | (RER) · (C)             | 145                            | 4    | Aérienne                        | Épinay-sur-Orge                                | (T) · (12)                                                                         |
| Sainte-Geneviève-des-Bois                               | (RER) · (C)             | 146                            | 5    | Fleur de sol                    | Sainte-Geneviève-des-Bois                      |                                                                                    |
| Saint-Michel-sur-Orge                                   | (RER) · (C)             | 147                            | 5    | Aérienne et à fleur de sol      | Saint-Michel-sur-Orge                          |                                                                                    |
| Brétigny                                                | (RER) · (C)             | 148                            | 5    | Aérienne et à fleur de sol      | Brétigny-sur-Orge                              |                                                                                    |
| La Norville - Saint-Germain-lès-Arpajon                 | (RER) · (C)             | 149                            | 5    | Fleur de sol                    | La Norville                                    |                                                                                    |
| Arpajon                                                 | (RER) · (C)             | 150                            | 5    | Aérienne et à fleur de sol      | Arpajon                                        |                                                                                    |
| Égly                                                    | (RER) · (C)             | 151                            | 5    | Fleur de sol                    | Égly                                           |                                                                                    |
| Breuillet - Bruyères-le-Châtel                          | (RER) · (C)             | 152                            | 5    | Fleur de sol                    | Breuillet                                      |                                                                                    |
| Breuillet-Village                                       | (RER) · (C)             | 153                            | 5    | Fleur de sol                    | Breuillet                                      |                                                                                    |
| Saint-Chéron                                            | (RER) · (C)             | 154                            | 5    | Fleur de sol                    | Saint-Chéron                                   |                                                                                    |
| Sermaise                                                | (RER) · (C)             | 155                            | 5    | Fleur de sol                    | Sermaise                                       |                                                                                    |
| Dourdan                                                 | (RER) · (C)             | 156                            | 5    | Fleur de sol                    | Dourdan                                        | TER Centre-Val de Loire                                                            |
| Dourdan - La Forêt                                      | (RER) · (C)             | 157                            | 5    | Fleur de sol                    | Dourdan                                        |                                                                                    |
| Marolles-en-Hurepoix                                    | (RER) · (C)             | 158                            | 5    | Fleur de sol                    | Marolles-en-Hurepoix                           |                                                                                    |
| Bouray                                                  | (RER) · (C)             | 159                            | 5    | Fleur de sol                    | Lardy                                          |                                                                                    |
| Lardy                                                   | (RER) · (C)             | 160                            | 5    | Fleur de sol                    | Lardy                                          |                                                                                    |
| Chamarande                                              | (RER) · (C)             | 161                            | 5    | Fleur de sol                    | Chamarande                                     |                                                                                    |
| Étréchy                                                 | (RER) · (C)             | 162                            | 5    | Fleur de sol                    | Étréchy                                        |                                                                                    |
| Étampes                                                 | (RER) · (C)             | 163                            | 5    | Fleur de sol et en tranchée     | Étampes                                        | TER Centre-Val de Loire                                                            |
| Saint-Martin-d'Étampes                                  | (RER) · (C)             | 164                            | 5    | Fleur de sol                    | Étampes                                        |                                                                                    |
| Creil                                                   | (RER) · (D)             | 165                            | *    | Fleur de sol                    | Creil                                          | Grandes lignes                                                                     |
| Chantilly - Gouvieux                                    | (RER) · (D)             | 166                            | *    | Fleur de sol                    | Chantilly                                      | TER Hauts-de-France                                                                |
| Orry-la-Ville - Coye                                    | (RER) · (D)             | 167                            | *    | Fleur de sol                    | Orry-la-Ville                                  | TER Hauts-de-France                                                                |
| La Borne Blanche                                        | (RER) · (D)             | 168                            | *    | Fleur de sol                    | Orry-la-Ville                                  |                                                                                    |
| Survilliers - Fosses                                    | (RER) · (D)             | 169                            | 5    | Fleur de sol                    | Fosses                                         |                                                                                    |
| Louvres                                                 | (RER) · (D)             | 170                            | 5    | Fleur de sol                    | Louvres                                        |                                                                                    |
| Les Noues                                               | (RER) · (D)             | 171                            | 5    | Fleur de sol et en tranchée     | Goussainville                                  |                                                                                    |
| Goussainville                                           | (RER) · (D)             | 172                            | 5    | Fleur de sol                    | Goussainville                                  |                                                                                    |
| Villiers-le-Bel - Gonesse - Arnouville                  | (RER) · (D)             | 173                            | 4    | Fleur de sol                    | Arnouville                                     |                                                                                    |
| Garges - Sarcelles                                      | (RER) · (D)             | 174                            | 4    | Fleur de sol et en tranchée     | Garges-lès-Gonesse, Sarcelles                  | (T) · (5)                                                                          |
| Pierrefitte - Stains                                    | (RER) · (D)             | 175                            | 4    | Fleur de sol                    | Saint-Denis                                    | (T) · (11)                                                                         |
| Saint-Denis                                             | (RER) · (D)             | 176                            | 3    | Aérienne                        | Saint-Denis                                    | (T) · (1) · (8) · Transilien · Ligne H du Transilien                               |
| Stade de France - Saint-Denis                           | (RER) · (D)             | 177                            | 2    | Aérienne                        | Saint-Denis                                    | (Carrefour Pleyel, à distance) (Saint-Denis Pleyel, à distance)                    |
| Maisons-Alfort - Alfortville                            | (RER) · (D)             | 178                            | 3    | Fleur de sol                    | Alfortville, Maisons-Alfort                    |                                                                                    |
| Le Vert de Maisons                                      | (RER) · (D)             | 179                            | 3    | Fleur de sol                    | Alfortville, Maisons-Alfort                    |                                                                                    |
| Créteil-Pompadour Parc Interdépartemental des Sports    | (RER) · (D)             | 180                            | 3    | Fleur de sol et en tranchée     | Créteil                                        | Tvm 393                                                                            |
| Villeneuve-Triage                                       | (RER) · (D)             | 181                            | 4    | Fleur de sol                    | Villeneuve-Saint-Georges                       |                                                                                    |
| Villeneuve-Saint-Georges                                | (RER) · (D)             | 182                            | 4    | Aérienne                        | Villeneuve-Saint-Georges                       |                                                                                    |
| Montgeron - Crosne                                      | (RER) · (D)             | 183                            | 4    | Fleur de sol                    | Montgeron                                      |                                                                                    |
| Yerres                                                  | (RER) · (D)             | 184                            | 4    | Fleur de sol et en tranchée     | Yerres                                         |                                                                                    |
| Brunoy                                                  | (RER) · (D)             | 185                            | 5    | Fleur de sol                    | Brunoy                                         |                                                                                    |
| Boussy-Saint-Antoine                                    | (RER) · (D)             | 186                            | 5    | Fleur de sol                    | Boussy-Saint-Antoine, Quincy-sous-Sénart       |                                                                                    |
| Combs-la-Ville - Quincy                                 | (RER) · (D)             | 187                            | 5    | Fleur de sol                    | Combs-la-Ville                                 |                                                                                    |
| Lieusaint - Moissy                                      | (RER) · (D)             | 188                            | 5    | Fleur de sol et en tranchée     | Lieusaint, Moissy-Cramayel                     | Tzen 1                                                                             |
| Savigny-le-Temple - Nandy                               | (RER) · (D)             | 189                            | 5    | Aérienne                        | Savigny-le-Temple                              |                                                                                    |
| Cesson                                                  | (RER) · (D)             | 190                            | 5    | Fleur de sol                    | Cesson                                         |                                                                                    |
| Le Mée                                                  | (RER) · (D)             | 191                            | 5    | Fleur de sol et en tranchée     | Le Mée-sur-Seine                               |                                                                                    |
| Vigneux-sur-Seine                                       | (RER) · (D)             | 192                            | 4    | Aérienne                        | Vigneux-sur-Seine                              |                                                                                    |
| Viry-Châtillon                                          | (RER) · (D)             | 193                            | 4    | Fleur de sol                    | Viry-Châtillon                                 |                                                                                    |
| Ris-Orangis                                             | (RER) · (D)             | 194                            | 5    | Fleur de sol                    | Ris-Orangis                                    |                                                                                    |
| Grand Bourg                                             | (RER) · (D)             | 195                            | 5    | Fleur de sol                    | Ris-Orangis                                    |                                                                                    |
| Évry-Val-de-Seine                                       | (RER) · (D)             | 196                            | 5    | Fleur de sol                    | Évry-Courcouronnes                             |                                                                                    |
| Grigny-Centre                                           | (RER) · (D)             | 197                            | 5    | Tranchée partiellement couverte | Grigny                                         |                                                                                    |
| Orangis - Bois de l'Épine                               | (RER) · (D)             | 198                            | 5    | Fleur de sol et en tranchée     | Ris-Orangis                                    |                                                                                    |
| Évry-Courcouronnes Centre                               | (RER) · (D)             | 199                            | 5    | Souterraine                     | Évry-Courcouronnes                             | (T) · (12)                                                                         |
| Le Bras de Fer Évry - Génopole                          | (RER) · (D)             | 200                            | 5    | Souterraine                     | Évry-Courcouronnes                             |                                                                                    |
| Corbeil-Essonnes                                        | (RER) · (D)             | 201                            | 5    | Fleur de sol                    | Corbeil-Essonnes                               | Tzen 1                                                                             |
| Essonnes - Robinson                                     | (RER) · (D)             | 202                            | 5    | Fleur de sol                    | Corbeil-Essonnes                               |                                                                                    |
| Villabé                                                 | (RER) · (D)             | 203                            | 5    | Fleur de sol                    | Villabé                                        |                                                                                    |
| Le Plessis-Chenet                                       | (RER) · (D)             | 204                            | 5    | Fleur de sol                    | Le Coudray-Montceaux                           |                                                                                    |
| Le Coudray-Montceaux                                    | (RER) · (D)             | 205                            | 5    | Fleur de sol                    | Le Coudray-Montceaux                           |                                                                                    |
| Saint-Fargeau                                           | (RER) · (D)             | 206                            | 5    | Fleur de sol                    | Saint-Fargeau-Ponthierry                       |                                                                                    |
| Ponthierry - Pringy                                     | (RER) · (D)             | 207                            | 5    | Fleur de sol                    | Saint-Fargeau-Ponthierry                       |                                                                                    |
| Boissise-le-Roi                                         | (RER) · (D)             | 208                            | 5    | Fleur de sol                    | Boissise-le-Roi                                |                                                                                    |
| Vosves                                                  | (RER) · (D)             | 209                            | 5    | Fleur de sol                    | Dammarie-les-Lys                               |                                                                                    |
| Melun                                                   | (RER) · (D)             | 210                            | 5    | Fleur de sol                    | Melun                                          | TER Bourgogne-Franche-Comté                                                        |
| Moulin-Galant                                           | (RER) · (D)             | 211                            | 5    | Fleur de sol                    | Corbeil-Essonnes                               |                                                                                    |
| Mennecy                                                 | (RER) · (D)             | 212                            | 5    | Fleur de sol                    | Mennecy                                        |                                                                                    |
| Ballancourt                                             | (RER) · (D)             | 213                            | 5    | Fleur de sol                    | Ballancourt-sur-Essonne                        |                                                                                    |
| La Ferté-Alais                                          | (RER) · (D)             | 214                            | 5    | Fleur de sol et en tranchée     | La Ferté-Alais, Baulne                         |                                                                                    |
| Boutigny                                                | (RER) · (D)             | 215                            | 5    | Fleur de sol                    | Boutigny-sur-Essonne                           |                                                                                    |
| Maisse                                                  | (RER) · (D)             | 216                            | 5    | Fleur de sol                    | Maisse                                         |                                                                                    |
| Buno - Gironville                                       | (RER) · (D)             | 217                            | 5    | Fleur de sol                    | Buno-Bonnevaux                                 |                                                                                    |
| Boigneville                                             | (RER) · (D)             | 218                            | 5    | Fleur de sol                    | Boigneville                                    |                                                                                    |
| Malesherbes                                             | (RER) · (D)             | 219                            | *    | Fleur de sol                    | Le Malesherbois                                |                                                                                    |
| Nanterre-La Folie                                       | (RER) · (E)             | 220                            | 3    | Fleur de sol                    | Nanterre                                       | (Nanterre-Préfecture, à distance)                                                  |
| Haussmann - Saint-Lazare                                | (RER) · (E)             | 221                            | 1    | Souterraine                     | Paris 9e                                       | (Saint-Lazare) (Havre - Caumartin) (Auber) , TER Normandie (Saint-Lazare)          |
| Magenta                                                 | (RER) · (E)             | 222                            | 1    | Souterraine                     | Paris 10e                                      | (La Chapelle) (Gare du Nord) , , grandes lignes (Gare du Nord, Gare de l'Est)      |
| Rosa-Parks                                              | (RER) · (E)             | 223                            | 1    | Aérienne                        | Paris 19e                                      | (T) · (3b)                                                                         |
| Pantin                                                  | (RER) · (E)             | 224                            | 2    | Fleur de sol et en tranchée     | Pantin                                         | (Ella Fitzgerald, à distance)                                                      |
| Noisy-le-Sec                                            | (RER) · (E)             | 225                            | 3    | Fleur de sol                    | Noisy-le-Sec                                   | (T) · (1)                                                                          |
| Bondy                                                   | (RER) · (E)             | 226                            | 3    | Fleur de sol                    | Bondy                                          | (T) · (4)                                                                          |
| Le Raincy - Villemomble - Montfermeil                   | (RER) · (E)             | 227                            | 4    | Aérienne                        | Le Raincy, Villemomble                         |                                                                                    |
| Gagny                                                   | (RER) · (E)             | 228                            | 4    | Aérienne                        | Gagny, Villemomble                             |                                                                                    |
| Le Chénay-Gagny                                         | (RER) · (E)             | 229                            | 4    | Fleur de sol et en tranchée     | Gagny                                          |                                                                                    |
| Chelles - Gournay                                       | (RER) · (E)             | 230                            | 4    | Aérienne                        | Chelles                                        | Transilien · Ligne P du Transilien                                                 |
| Rosny-Bois-Perrier                                      | (RER) · (E)             | 231                            | 3    | Aérienne                        | Rosny-sous-Bois                                | (M) · (11)                                                                         |
| Rosny-sous-Bois                                         | (RER) · (E)             | 232                            | 3    | Fleur de sol                    | Rosny-sous-Bois                                |                                                                                    |
| Nogent - Le Perreux                                     | (RER) · (E)             | 233                            | 3    | Aérienne                        | Nogent-sur-Marne, Le Perreux-sur-Marne         |                                                                                    |
| Les Boullereaux-Champigny                               | (RER) · (E)             | 234                            | 3    | Aérienne                        | Champigny-sur-Marne                            |                                                                                    |
| Villiers-sur-Marne - Le Plessis-Trévise                 | (RER) · (E)             | 235                            | 4    | Aérienne                        | Villiers-sur-Marne                             |                                                                                    |
| Les Yvris-Noisy-le-Grand                                | (RER) · (E)             | 236                            | 4    | Fleur de sol                    | Noisy-le-Grand                                 |                                                                                    |
| Émerainville - Pontault-Combault                        | (RER) · (E)             | 237                            | 5    | Fleur de sol                    | Émerainville, Pontault-Combault                |                                                                                    |
| Roissy-en-Brie                                          | (RER) · (E)             | 238                            | 5    | Aérienne                        | Roissy-en-Brie                                 |                                                                                    |
| Ozoir-la-Ferrière                                       | (RER) · (E)             | 239                            | 5    | Fleur de sol                    | Ozoir-la-Ferrière                              |                                                                                    |
| Gretz-Armainvilliers                                    | (RER) · (E)             | 240                            | 5    | Fleur de sol                    | Gretz-Armainvilliers                           |                                                                                    |
| Tournan                                                 | (RER) · (E)             | 241                            | 5    | Fleur de sol                    | Tournan-en-Brie                                | Transilien · Ligne P du Transilien                                                 |

* : Gare hors zone de tarification d'Île-de-France.

## Gares qui ne sont plus desservies par le RER
| Gare                   | Ligne       | Rang par ligne et géographique | Zone | Commune                           | Particularité                                        |
| ---------------------- | ----------- | ------------------------------ | ---- | --------------------------------- | ---------------------------------------------------- |
| La Plaine-Voyageurs    | (RER) · (B) | 1                              | 2    | Saint-Denis                       | Remplacée par la gare de La Plaine - Stade de France |
| Argenteuil             | (RER) · (C) | 2                              | 4    | Argenteuil                        | Gare transférée à la ligne                           |
| Petit Jouy - Les Loges | (RER) · (C) | 3                              | 4    | Les Loges-en-Josas, Jouy-en-Josas | Gare transférée à la ligne                           |
| Jouy-en-Josas          | (RER) · (C) | 4                              | 4    | Jouy-en-Josas                     | Gare transférée à la ligne                           |
| Vauboyen               | (RER) · (C) | 5                              | 4    | Jouy-en-Josas, Bièvres            | Gare transférée à la ligne                           |
| Bièvres                | (RER) · (C) | 6                              | 4    | Bièvres                           | Gare transférée à la ligne                           |
| Igny                   | (RER) · (C) | 7                              | 4    | Igny                              | Gare transférée à la ligne                           |
| Longjumeau             | (RER) · (C) | 8                              | 4    | Champlan, Longjumeau              | Gare transférée à la ligne                           |
| Chilly-Mazarin         | (RER) · (C) | 9                              | 4    | Chilly-Mazarin                    | Gare transférée à la ligne                           |
| Gravigny-Balizy        | (RER) · (C) | 10                             | 4    | Longjumeau                        | Gare transférée à la ligne                           |
| Petit Vaux             | (RER) · (C) | 11                             | 4    | Épinay-sur-Orge                   | Gare transférée à la ligne                           |
| Sannois                | (RER) · (C) | 12                             | 4    | Sannois                           | Gare transférée à la ligne                           |
| Villeneuve-Prairie     | (RER) · (D) | 13                             | 3    | Choisy-le-Roi                     | Remplacée par la gare de Créteil-Pompadour           |